# Anfernee Simons
Anfernee Tyrik Simons (* 8. Juni 1999 in Altamonte Springs, Florida) ist ein US-amerikanischer Basketballspieler.

## Laufbahn
Simons spielte Basketball an der Edgewater High School in Orlando, machte dort seinen Abschluss und wechselte zur Saison 2017/18 dann an die IMG Academy nach Bradenton. Im Frühjahr 2018 gab er seinen Entschluss bekannt, entgegen früheren Überlegungen auf den Gang an eine Universität zu verzichten und ins Profilager zu wechseln. Da er zum Zeitpunkt des NBA-Draftverfahrens im Juni 2018 19 Jahre alt war und sein High-School-Abschluss ein Jahr zurücklag, erfüllte er die Regeln auch ohne vorherigen Hochschulbesuch.
Im NBA-Draft 2018 wurde er in der ersten Auswahlrunde an insgesamt 24. Stelle von den Portland Trail Blazers aufgerufen. In der Saison 2018/19 blieb seine Einsatzzeit begrenzt, 48 seiner insgesamt 141 Spielminuten in der NBA (verteilt auf 20 Partien) erhielt er im Saisonabschlussspiel, als die Stammspieler Portlands geschont wurde. Simmons kam auf durchschnittlich 3,8 Punkte je Begegnung. Auch in den Farben der Agua Caliente Clippers in der NBA G-League brachte es Simons im Saisonverlauf auf lediglich 91 Einsatzminuten.
Im Juni 2025 wechselte er im Rahmen eines Tauschhandels zu den Boston Celtics.

## Karriere-Statistiken

### NBA

#### Hauptrunde
| Saison  | Team     | GP  | GS  | MPG  | FG % | 3P % | FT % | RPG | APG | SPG | BPG | PPG  |
| ------- | -------- | --- | --- | ---- | ---- | ---- | ---- | --- | --- | --- | --- | ---- |
| 2018–19 | Portland | 20  | 1   | 7.1  | .444 | .345 | .563 | 0.7 | 0.7 | 0.1 | 0.0 | 3.8  |
| 2019–20 | Portland | 70  | 4   | 20.7 | .399 | .332 | .826 | 2.2 | 1.4 | 0.4 | 0.1 | 8.3  |
| 2020–21 | Portland | 64  | 0   | 17.3 | .419 | .426 | .807 | 2.2 | 1.4 | 0.3 | 0.1 | 7.8  |
| 2021–22 | Portland | 57  | 30  | 29.5 | .443 | .405 | .888 | 2.6 | 3.9 | 0.5 | 0.1 | 17.3 |
| 2022–23 | Portland | 62  | 62  | 35.0 | .447 | .377 | .894 | 2.6 | 4.1 | 0.7 | 0.2 | 21.1 |
| 2023–24 | Portland | 46  | 46  | 34.4 | .430 | .385 | .916 | 3.6 | 5.5 | 0.5 | 0.1 | 22.6 |
| Gesamt  | Gesamt   | 319 | 143 | 25.5 | .432 | .386 | .873 | 2.5 | 2.9 | 0.4 | 0.1 | 14.1 |

#### Play-offs
| Saison  | Team     | GP | GS | MPG  | FG % | 3P % | FT % | RPG | APG | SPG | BPG | PPG |
| ------- | -------- | -- | -- | ---- | ---- | ---- | ---- | --- | --- | --- | --- | --- |
| 2018–19 | Portland | 5  | 0  | 2.4  | .000 | .000 | .800 | 0.0 | 0.0 | 0.2 | 0.0 | 0.8 |
| 2019–20 | Portland | 4  | 0  | 20.5 | .305 | .429 | .800 | 2.8 | 2.5 | 1.5 | 0.0 | 6.8 |
| 2020–21 | Portland | 6  | 0  | 17.8 | .560 | .611 | .000 | 2.7 | 0.8 | 0.3 | 0.2 | 6.5 |
| Gesamt  | Gesamt   | 15 | 0  | 13.4 | .379 | .500 | .818 | 1.8 | 1.0 | 0.6 | 0.1 | 4.7 |